# Pelecorhynchus biguttatus
Pelecorhynchus biguttatus är en tvåvingeart som först beskrevs av Philippi 1865.  Pelecorhynchus biguttatus ingår i släktet Pelecorhynchus och familjen Pelecorhynchidae. Inga underarter finns listade i Catalogue of Life.